# Macuahuitl

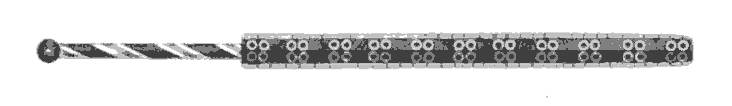
Dessin du macuahuitl détruit en 1884 lors de l'incendie de la Real Armería de Madrid (illustration publiée dans La Armería Real ou collection des principales pièces de la Galerie d'Armes Anciennes de Madrid, d'Achille Jubinal, en 1846).

Un macuahuitl (mot nahuatl dérivé de « maitl », signifiant « main », et « cuahuitl », signifiant « bâton », et qui est à l'origine de son synonyme espagnol « macana ») est une arme blanche de mêlée à la fois tranchante et contondante utilisée en Mésoamérique, à l'époque postclassique.
Il s'agit d'une sorte d'épée composée d'un bâton plat d'environ 70 cm de long dont une extrémité est affinée pour servir de manche, et dont les tranchants sont incrustés de lames d'obsidienne très coupantes mais fragiles.
Les guerriers d'élite de l'armée aztèque en étaient équipés.

## Historiographie

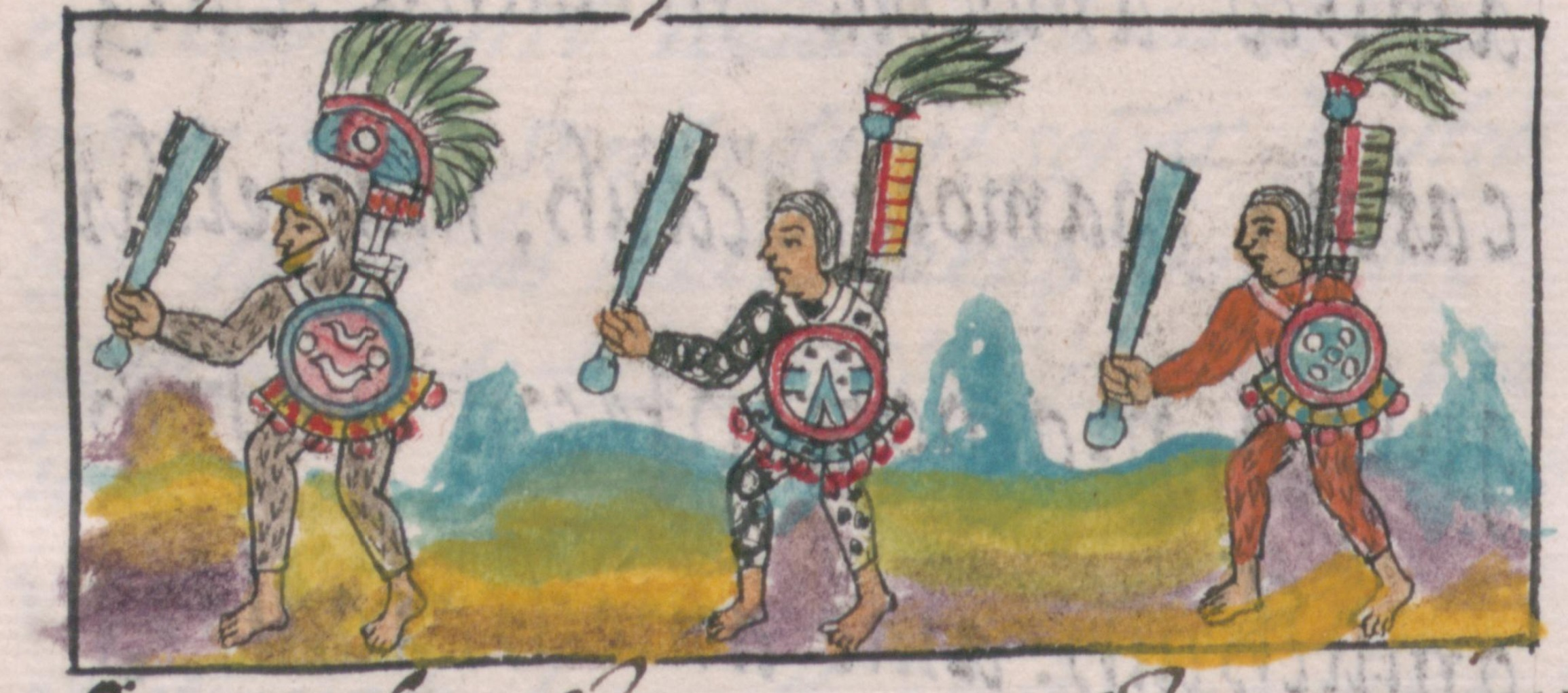
Guerriers aigle et jaguar aztèques brandissant un macuahuitl (Codex de Florence, vol. IX).

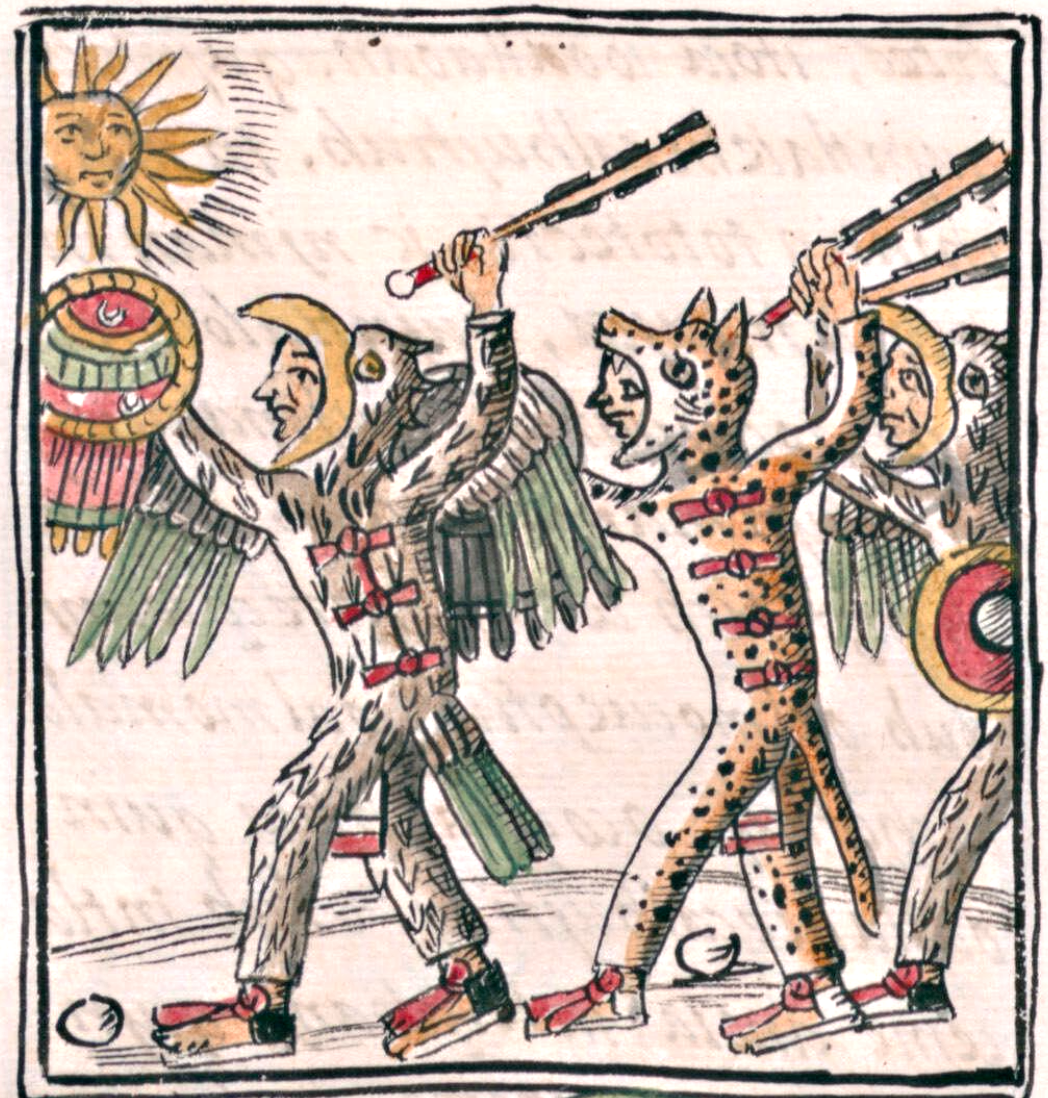
Guerriers aigle et jaguar aztèques brandissant un macuahuitl (Codex de Florence, livre II, folio 74v).

L'histoire de l'étude du macuahuitl remonte aux témoignages des chroniqueurs de la conquête de l'Empire aztèque. Cependant, il s'agit dans ces sources de simples mentions parfois réduites à l'évocation d'une arme semblable à une épée, et nous disposons en fait de relativement peu de documents fiables sur les caractéristiques de cette arme et son histoire. Peu de mésoaméricanistes ont publié des études spécifiques sur le macuahuitl ; on peut citer en particulier Michael D. Coe, Marco Cervera Obregón, John Pohl et Francisco González Rul.

### Sources

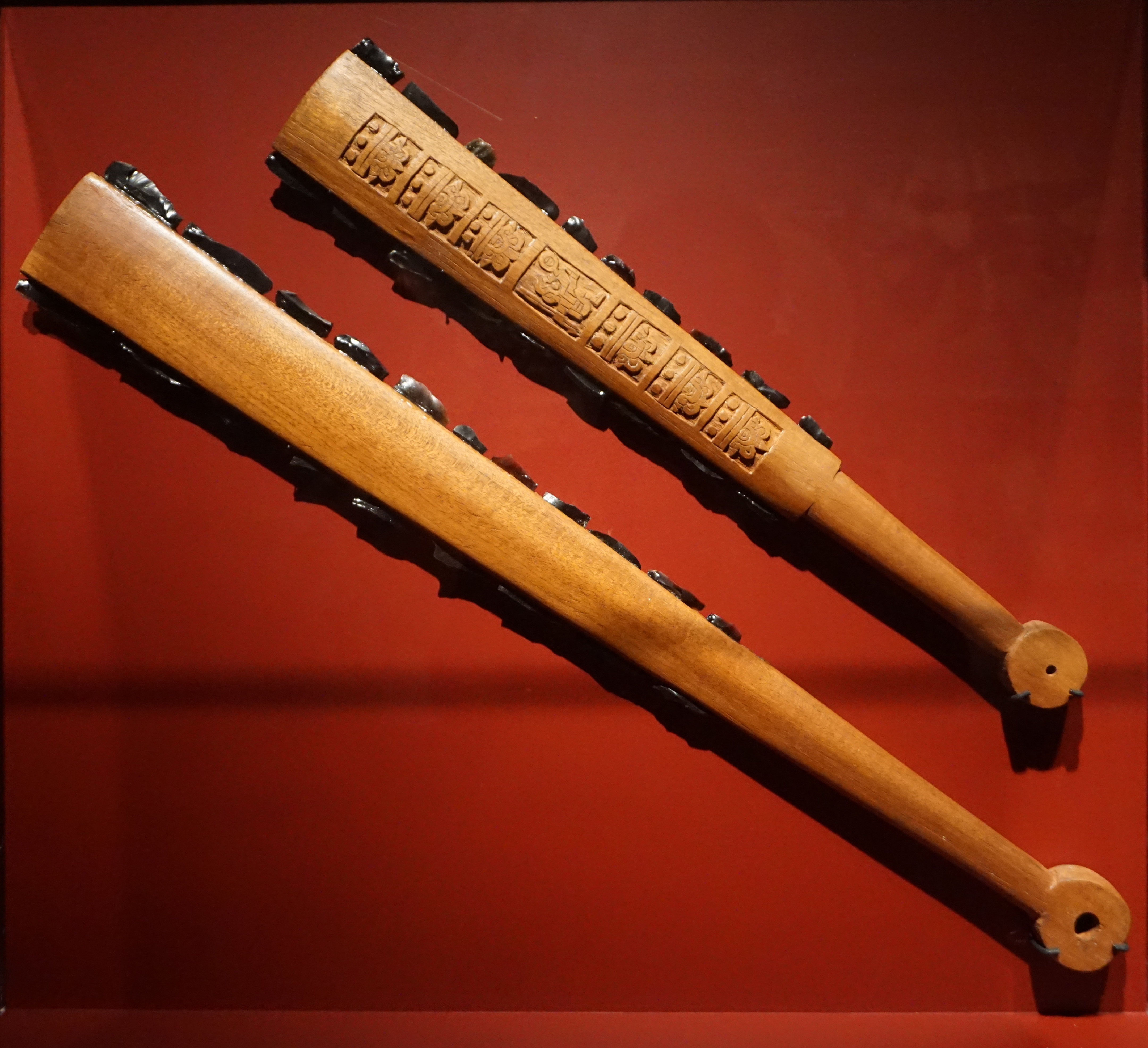
Macuahuitl, Recréations réalisées en 2019 par Jorge Bertin Nicolás Salazar à partir de dessins trouvés dans des codex et des descriptions en espagnol.

Les sources les plus anciennes sont les sculptures mésoaméricaines retrouvées lors des fouilles archéologiques. La plus ancienne recensée à ce jour, selon Marco Cervera Obregón, est un bas-relief de la stèle 5 de Uaxactún représentant un personnage armé d'un gourdin hérissé de six pointes.
Les descriptions des chroniqueurs (conquistadors et moines espagnols) sont la principale source d'informations sur les caractéristiques et l'usage de cette arme.
Par exemple, le Conquistador anonyme décrit l'arme ainsi : « Ils ont des épées qui sont faites ainsi : ils font une épée de bois semblable à nos épées à deux mains, à cela près que la poignée n'est pas aussi longue et est large de trois doigts et sur leur tranchant ils pratiquent des rainures dans lesquelles ils insèrent une lame de pierre dure qui coupe comme un rasoir de Tolosa ».
La morphologie exacte du macuahuitl, que l'archéologie expérimentale cherche à reconstituer, est peu documentée. En effet, les seules sources sont des représentations iconographiques peintes sur des codex mésoaméricains, dont la fiabilité est très limitée car elles ne sont pas réalistes mais stylisées selon les codes de l'époque et de la tradition à laquelle appartient son auteur, ainsi qu'une illustration réaliste de chacun des deux derniers spécimens documentés, dont un, qui était en excellent état de conservation, a été détruit lors de l'incendie de la Real Armería à Madrid en 1884, tandis que l'autre, qui était beaucoup moins bien conservé, semble avoir disparu des réserves du MNA après 1991.

### Spécimens
Selon Ross Hassig, il n'existerait plus aucun exemplaire connu de macuahuitl depuis la destruction de celui de la Real Armería.
Toutefois, Marco Cervera Obregón, archéologue de l'ENAH spécialiste de la guerre et des armes en Mésoamérique, évoque l'existence d'un macuahuitl votif en bois entreposé dans les réserves du musée national d'anthropologie de Mexico qui aurait servi de modèle pour l'élaboration d'une reproduction de macuahuitl ; un dessin de ce macuahuitl a même été réalisé par Antonia Morales Monjarás dans une thèse d'archéologie publiée en 1991.
Marco Cervera Obregón évoque également la découverte d'un macuahuilzoctli de 50 cm de long, à l'angle des rues Tacuba et Allende, lors de la construction des lignes 1 et 2 du métro de Mexico et qui est également censé être entreposé dans les réserves du MNA, mais qui n'a pas pu être localisé par Marco Cervera Obregón.
L'hypothèse de l'existence d'un macuahuitl conservé dans les réserves du MNA est également corroborée par la liste des objets qui devaient être placés sous protection lors de l'exposition Moctezuma : Aztec Ruler qui s'est tenue au British Museum du 24 septembre 2009 au 24 janvier 2010, et parmi lesquels est recensé un macuahuitl de 80 cm de long sur 12 cm de large, en bois et en obsidienne, qui aurait été excavé entre la fin du XIXe et le début du XXe siècle lors de la construction d'infrastructures urbaines à Mexico.

## Typologie
Selon Marco Cervera Obregón, il existait deux versions de cette arme : le macuahuitl, d'environ 70 à 80 cm de long et pourvu de six à huit lames de chaque côté, et le macuahuilzoctli, plus petit, d'environ 50 cm de long et doté de seulement quatre lames.

## Efficacité
Cette arme aurait été, selon le témoignage de certains conquistadors, capable de couper en deux un homme d'un seul coup et de tuer net un cheval voire de le décapiter d'un seul coup.
Pour l'émission de télé réalité Deadliest Warrior, un prototype de macuahuitl a été créé  pour l'épisode 4 de la deuxième saison. L'arme a été testée contre un modèle de tête de cheval créée en utilisant le squelette d'un cheval et du gel balistique. L'acteur et artiste martial Éder Saúl López a réussi à décapiter le modèle. Cependant, il a fallu trois essais ; l'arme était plus efficace quand elle a été balancée et ensuite traîné vers l'arrière, créant un mouvement de scie.
Les lames du macuahuitl sont également extrêmement puissantes grâce à la fragilité de l'obsidienne puisque celle-ci se brisait à chaque coup porté à l'ennemi, en micro-éclats qui restaient logés dans la peau de l'ennemi, provoquant saignement abondants, restriction des mouvements due à la douleur, voire perforation d'organes internes et/ou vitaux.[réf. souhaitée]